# Pierre Alechinsky
(Keith Haring riferito ad Alechinsky)
Pierre Alechinsky (Schaerbeek, 19 ottobre 1927) è un pittore, scultore e incisore belga.
Studia illustrazione di libri e tipografia, ma dipinge anche in uno stile appartenente a quel movimento post-cubista che poi modificherà sino ad arrivare a somigliare più al suo connazionale James Ensor.

## Biografia
Nasce a Schaerbeek, regione di Bruxelles-Capitale, ma per molti anni vive e lavora tra Bougival e il sud della Francia.
Nel 1944 frequenta l'Ecole nationale supérieure d'Architecture et des Arts décoratifs de La Cambre, a Bruxelles, dove studia tecniche di illustrazione, stampa e fotografia. Un anno dopo, nel 1945 scopre i lavori di Henri Michaux, Jean Dubuffet e diventa amico di un rinomato critico d'arte, Jacques Putman.
Insieme a Karel Appel, Asger Jorn e Corneille fonda nel 1948 il gruppo CO.BR.A., che prende nome dalle iniziali delle loro città d'origine (Copenaghen, Bruxelles e Amsterdam).
Con il gruppo partecipa ad entrambe le esposizioni. Nel 1951, si trasferisce a Parigi per studiare tecniche di stampa con una borsa di studio del governo francese e l'anno dopo approfondisce le sue conoscenze dell'incisione con Stanley William Hayter. Tre anni dopo, nel 1954, espone per la prima volta le sue opere a Parigi e inizia ad interessarsi alla calligrafia giapponese.
Intorno al 1960 poi espose a Londra, Berna e alla Biennale di Venezia; in seguito a Pittsburgh, New York, Amsterdam e a Silkeborg. Non appena la sua reputazione crebbe, lavorò con Wallace Ting, mantenendo sempre stretti rapporti con Christian Dotremont. Allacciò poi i rapporti anche con André Breton. Fu amico di Bengt Lindström del quale fu ospite nell'estate del 1974 a Sundsvall e col quale condivise l'atelier. Nel 1983 entrò nell'École nationale supérieure des Beaux-Arts, a Parigi, come professore di pittura.
Nel 1994 gli fu assegnato il titolo di Dottore Onorario dalla Université libre de Bruxelles e un anno dopo, nel 1995 uno dei suoi disegni venne stampato sui francobolli belgi.